# Pantalla moduladora interferomètrica
Pantalla moduladora interferomètrica o pantalla de modulació interferomètrica (IMOD de Interferometric modulator display) és una tecnologia utilitzada en pantalles. El color que es mostra és el resultat de la interferència òptica de la llum incident en una microcavitat amb un gruix que es controla electrònicament. Una pantalla IMOD es compon de centenars de milers de cavitats interferomètriques individuals. Les pantalles IMOD són un dels exemples més avançats de sistemes microelectromecànics.
Les pantalles dels dispositius mòbils (telèfons mòbils, PDAs, etc.), han anat evolucionant tenint en compte 2 factors molt importants: en primer lloc que permetin una major duració de la bateria i en segon que tinguin una millor visió en totes les condicions ambientals. La tecnologia IMOD (Interferometric Modulator Display) o pantalla moduladora interferomètrica, està pensada per als dispositius mòbils, pels 2 motius esmentats anteriorment. Es basa en la tecnologia MEMS (micro-electro-mechanical system), i ofereix una bona visió en quasi totes les condicions ambientals, consumint significativament menys potència que qualsevol altre dispositiu disponible avui en dia.
IMOD és un dispositiu reflectiu o de tipus biestable. Això vol dir que és capaç de mantenir-se en 2 estats (On i Off). El cristall líquid amb el que està fabricat queda bloquejat en dels dos estats. Això vol dir que un cop està en una certa configuració no és necessari de refrescar el dispositiu i, per tant, es pot mantenir l'última imatge mostrada sense consumir potència (teòricament). Aquest tipus de pantalles estan fabricades amb un mirall prim sobre un substrat transparent, deixant una separació d'uns cents de nanòmetres amb aire entre el mirall i el substrat. Per això quan entra llum ambient en la cavitat i es reflectix en el mirall, interfereix amb si mateixa, produint un color ressonant determinat per la profunditat de la cavitat.

## Funcionament
Bàsicament una pantalla IMOD consisteix en una cavitat òptica ressonant, en la que hi ha una membrana reflectiva, una petita separació amb aire i una pel·lícula prima d'un material metàl·lic. Quan la llum ambient incideix a la pantalla, la llum de certes longituds d'ona que són reflectides a la membrana reflectant, estarà lleugerament desfasada amb la llum reflectida a la pel·lícula prima (depenent de la profunditat de la cavitat). Aquesta diferència de fase provocarà interferències constructives o destructives.
La imatge en una pantalla IMOD pot canviar de color a negre, variant l'estat de la membrana. Això s'aconsegueix aplicant un voltatge a la pel·lícula prima, que és elèctricament conductora i protegida amb una capa d'aïllament. Quan s'aplica el voltatge, les forces electromagnètiques causen que la membrana es col·lapsi. Aquest canvi provoca interferències constructives a longituds d'ona ultraviolada (no visibles per l'ull humà), per tant la pantalla es veurà negra.

## Prestacions
- Consum: El fet que les pantalles IMOD siguin biestables, permet que quan la imatge no varia es consumeixi una potència gairebé nul·la.
- Velocitat de commutació de colors: La velocitat de canvi d'un color a un altre és extremadament alt, aproximadament 1000 cops superior a les pantalles tradicionals. A més aquesta es manté aquesta velocitat en un ample marge de temperatures.
- Visió en diferents condicions ambientals: Si comparem la visió en les pantalles reflectores amb les pantalles emissives, les emissives només funcionaran adequadament en condicions de baixa il·luminació, i a mesura que s'augmenta la il·luminació la qualitat de la visió cau exponencialment (això succeeix quan la llum ambient és superior a la llum emesa). Aquest fet provoca que les pantalles emissives siguin poc útils en dispositius portàtils en condicions d'exteriors, ja presentarien poc contrast.
- Facilitat de fabricació: El procés de fabricació d'aquests dispositius requereix menys etapes per construir-se que un LCD.
- Robustesa: El major problema en el temps de vida dels LCDs és el fet que utilitzen materials orgànics. En canvi, en les pantalles IMOD no és així. Aquest fet permet que pugui funcionar a un interval de temperatures superior sense que afecti el temps de resposta.